# Wubana drassoides
Wubana drassoides là một loài nhện trong họ Linyphiidae.
Loài này thuộc chi Wubana. Wubana drassoides được James Henry Emerton miêu tả năm 1882.